# Jamie Vardy
Jamie Richard Vardy, angleški nogometaš, * 11. januar 1987, Sheffield, Anglija, Združeno kraljestvo.
Svojo kariero je začel gojiti leta 2002 v svojem rojstnem kraju, v klubu Sheffield Wednesday. Leto pozneje je prestopil v Stocksbridge Park Steels, kjer pa je svoj prvi reprezentančni nastop doživel šele leta 2007. Po treh letih se preseli v Halifax Town, kjer v svoji debitantski sezoni doseže 26 golov in naziv nogometaša leta. Naslednje leto začne igrati za Fleetwood Town, kjer doseže 31 golov, osvoji naslov prvaka in ponovno naziv nogometaša leta.
V maju leta 2012 podpiše pogodbo z Leicesterjem. Njegov transfer je znašal 1.000.000 funtov. S tem klubom je sprva igral v 2. angleški ligi in se nato z njim, leta 2014, prebil v Premier League. S tem klubom je poskrbel za senzacijo v najelitnejši angleški nogometni ligi, saj je v letu 2016 osvojil naslov angleškega prvaka. Po mnenju novinarjev pa je bil sam izbran za najboljšega nogometaša sezone.
Za državno reprezentanco Anglije je debitiral 7. junija 2015 proti Irski. Svoj prvi reprezentančni gol pa je dosegel 26. marca 2016 proti Nemčiji.